# Homebush West, New South Wales
Homebush West este o suburbie în Sydney, Australia.